# Little Scrub
Otok Little Scrub je otok u Angvili, britanskom prekomorskom teripodručjutoriju na Karibima. Nalazi se 1.3 km sjeveroistočno od glavnog otoka Anguilla i 500 m od otoka Scrub.:str. 9.

## Flora i fauna
Otok je potpuno ogoljen od flore uraganom Luis 1995. i uraganom Lenny 1999. godine. Od tada se flora oporavila. Biljke Ipomoea violacea i kaktus Opuntia dillenii, koje rastu na otoku, vitalne su za guštera Pholidoscelis corax koji je endem otoka.:str. 38., 52., 54.
Otok je mjesto za gniježđenje raznih ptica, uključujući smeđe čigre (Anous stolidus), smeđokrile čigre (Onychoprion anaethetus), crnoleđe čigre (Onychoprion fuscatus), dugorepe čigre (Sterna dougallii) i smeđe blune (Sula leucogaster). Nekoliko gnijezda antilske gugutke (Zenaida aurita) također je identificirano tijekom istraživanja 2010. godine, zajedno s jednim gnijezdom audubonovog zovoja (Puffinus lherminieri). Smeđi pelikani također su koristili otok u to vrijeme, ali nije primijećeno da se gnijezde.:str. 28., 30.